# Stazione di Minami-Senju
La Stazione di Minami-Senju (南千住駅?, Minamisenju-eki) è una stazione ferroviaria di Tokyo, si trova ad Arakawa.

## Linee
- East Japan Railway Company
  - Linea Jōban
  - Linea Jōban Rapida
- MIRC
  - Tsukuba Express
- Metropolitana Tokyo Metro
  - Linea Hibiya